# Hellyeah
Hellyeah — американская грув-метал-группа из Далласа, штат Техас, представляющая собой «супергруппу». Коллектив был основан в 2006 году вокалистом Чедом Греем и гитаристом Грэгом Триббеттом из Mudvayne, гитаристом Томом Максвеллом из Nothingface, басистом Бобом Зилла из Damageplan и ударником Винни Полом из Pantera, Damageplan и Rebel Meets Rebel. В 2014 году группа рассталась с гитаристом Грэгом Триббеттом и басистом Бобом Зилла. Новым басистом коллектива стал Кайл Сэндерс, брат Троя Сандерса. 22 июня 2018 года в своём доме в Лас-Вегасе во сне скончался барабанщик группы Винни Пол. Позже место за ударной установкой занял Рой Майорга из Stone Sour.

## Дискография

### Студийные альбомы
- Hellyeah (2007)
- Stampede (2010)
- Band of Brothers (2012)
- Blood for Blood (2014)
- Unden!able (2016)
- Welcome Home (2019)

### Синглы
- 2007: You Wouldn't Know
- 2007: Alcohaulin' Ass
- 2007: Alcohaulin' Ass (Acoustic)
- 2012: War in Me
- 2014: Cross to Bier (Cradle of Bones)
- 2014: Sangre Por Sangre (Blood for Blood)
- 2019: Black Flag Army

### DVD
- 2007: Below the Belt

## Участники
| - Чед Грей — вокал (2006—н.в.) - Том Максвелл — гитара (2006—н.в.) - Кристиан Брэди — гитара (2014—н.в.) - Кайл Сандерс — бас-гитара (2014—н.в.) - Рой Майорга — ударные (2019—н.в.) - Джерри Монтано — бас-гитара (2006—2007) - Грег Триббетт — гитара (2006—2014) - Боб Зилла — бас-гитара, бэк-вокал (2007—2014) - Винни Пол — ударные (2006—2018, умер в 2018 году) - Кевин Чурко — бас-гитара (2014) |